# Limaria arcuata
Limaria arcuata is een tweekleppigensoort uit de familie van de Limidae. De wetenschappelijke naam van de soort is voor het eerst geldig gepubliceerd in 1932 door Turton.